# Ludwigstraße 25 (Hanau)

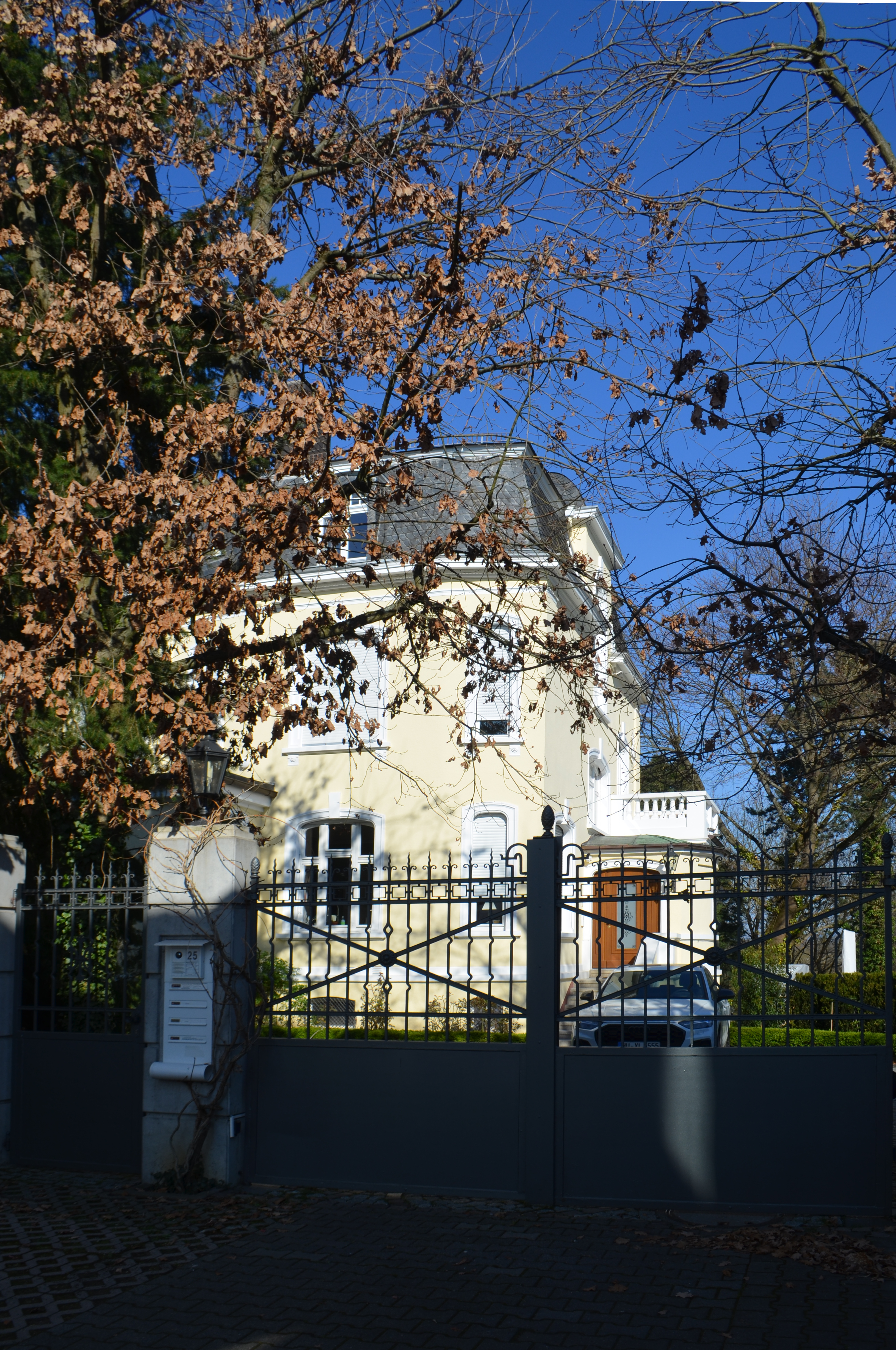
Blick auf die Einfahrt zur Villa Ludwigstraße 25

Das Haus Ludwigstraße 25 in Hanau im Stadtteil Steinheim ist eine denkmalgeschützte Villa mit Anklängen an den Stil des französischen Barocks. Das um 1890 errichtete Bauwerk mit seinen Gartenanlagen zählte ursprünglich zum Besitz der Steinheimer Fabrikantenfamilie Illert, Eigentümerin der ehemaligen Lithographischen Kunstanstalt Illert & Ewald.
Die Villa ist ein zweigeschossiger, dem Historismus verpflichteter Putzbau, „der sich nur in wenigen Zitaten als Bauwerk des späten 19. Jahrhunderts zu erkennen gibt“. Die durch ein schiefergedecktes Mansarddach mit aufsitzender Laterne überfangene Villa wird durch Lisenen akzentuiert und durch zahlreiche Veranden, Erker und Brüstungen bereichert.
Die ursprünglich freistehende Villa bildet den obereren Abschluss eines dem Anwesen zugehörigen, zum Mainufer hin steil abfallenden Hangggartens, der über zwei seitliche Plattenweg erschlossen wird. Zur Ausstattung des Gartens zählt ein nach 1900 ergänzter, sechseckiger Pavillon aus holzverkleidetem Fachwerk. In den zum Garten gewandten Seitenwänden können  – möglicherweise später eingesetzte – dreieckig schließende Drillingsfenster mit seitlicher Sprosseneinteilung geöffnet werden.
Ergänzend wurde später am Fuß des Hanggartens eine massiv errichtete Laube auf quadratischem Grundriss errichtet. Trotz dieser Überbauung des vorderen Teils des ehemaligen Villengartens „blieb das historische Erscheinungsbild der von weiten Gartenflächen gerahmten Villa jedoch unversehrt erhalten.“ Insbesondere mainseitig blieb die Grünanlage mit ihrem historischen Zuschnitt und den in der Nachkriegszeit ergänzten, jedoch ansprechend gestalteten Baulichkeiten erkennbar. Daher wurde auch die Gartenanlage durch das Landesamt für Denkmalpflege Hessen als schützenswertes Grün eingetragen.